# Moramanga (stad)
Moramanga is een stad in de regio Alaotra-Mangoro van Madagaskar, gelegen aan de Route nationale 2. Het is de hoofdplaats van de Bezanozano, een van de achttien stammen op Madagaskar.

## Geografie
Moramango ligt tussen de hoofdstad Antananarivo en de oostkust op een plateau tussen het centrale hoogland en de kust.

## Geschiedenis
Op 29 maart 1947 begon hier de opstand tegen het Franse koloniale regime.

## Afbeeldingen

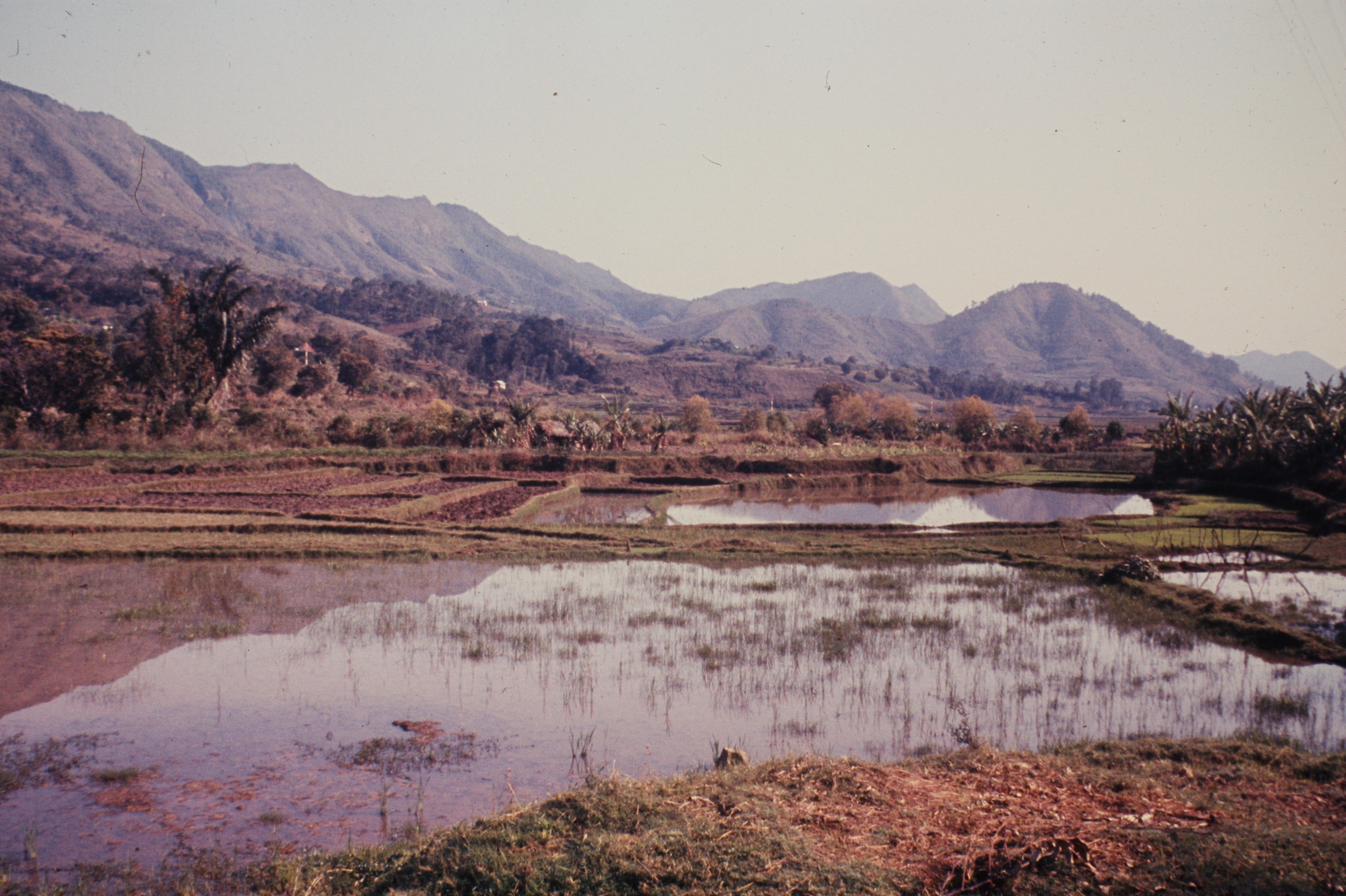
Gezicht op Moramanga, rond 1975
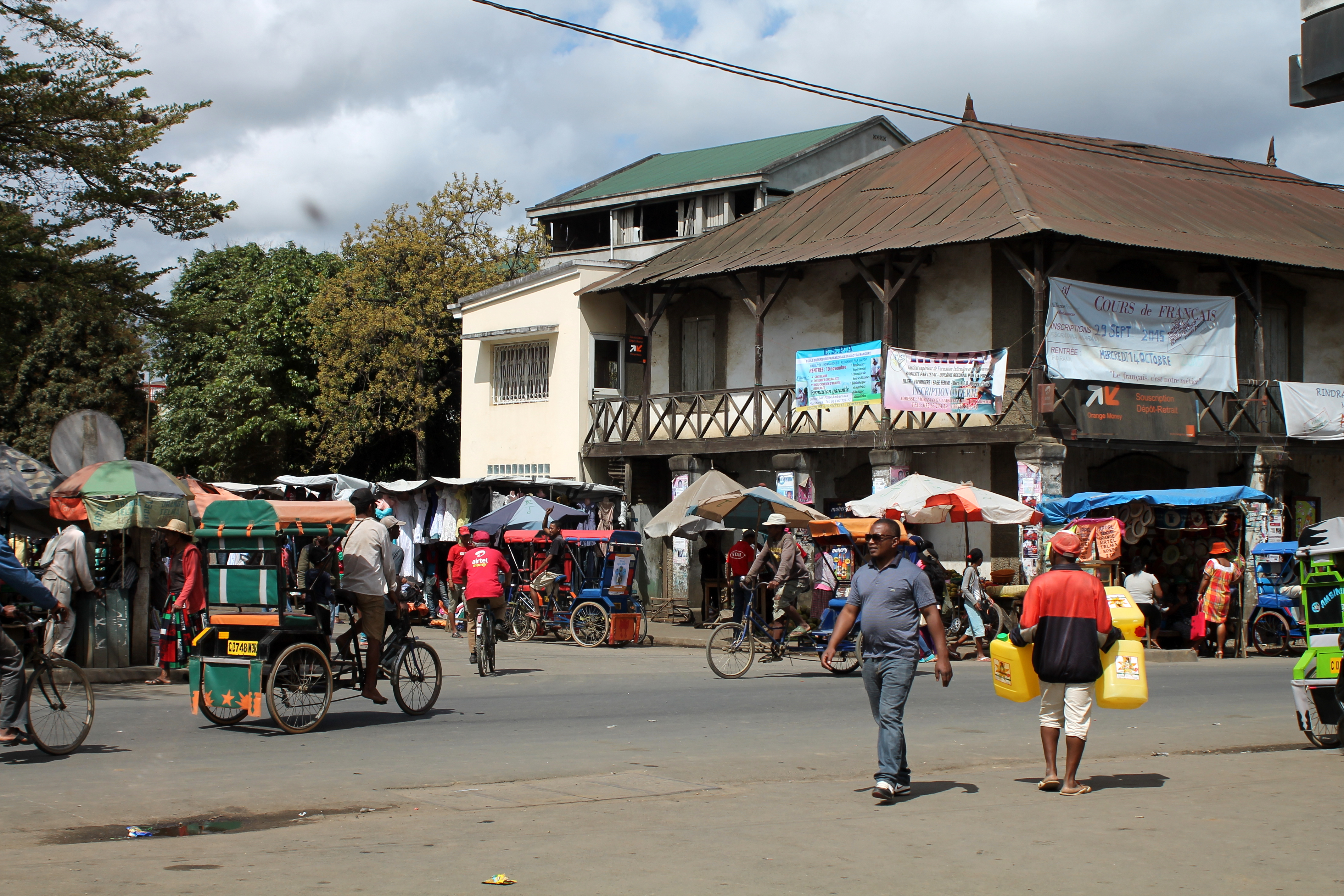
Moramanga in 2015
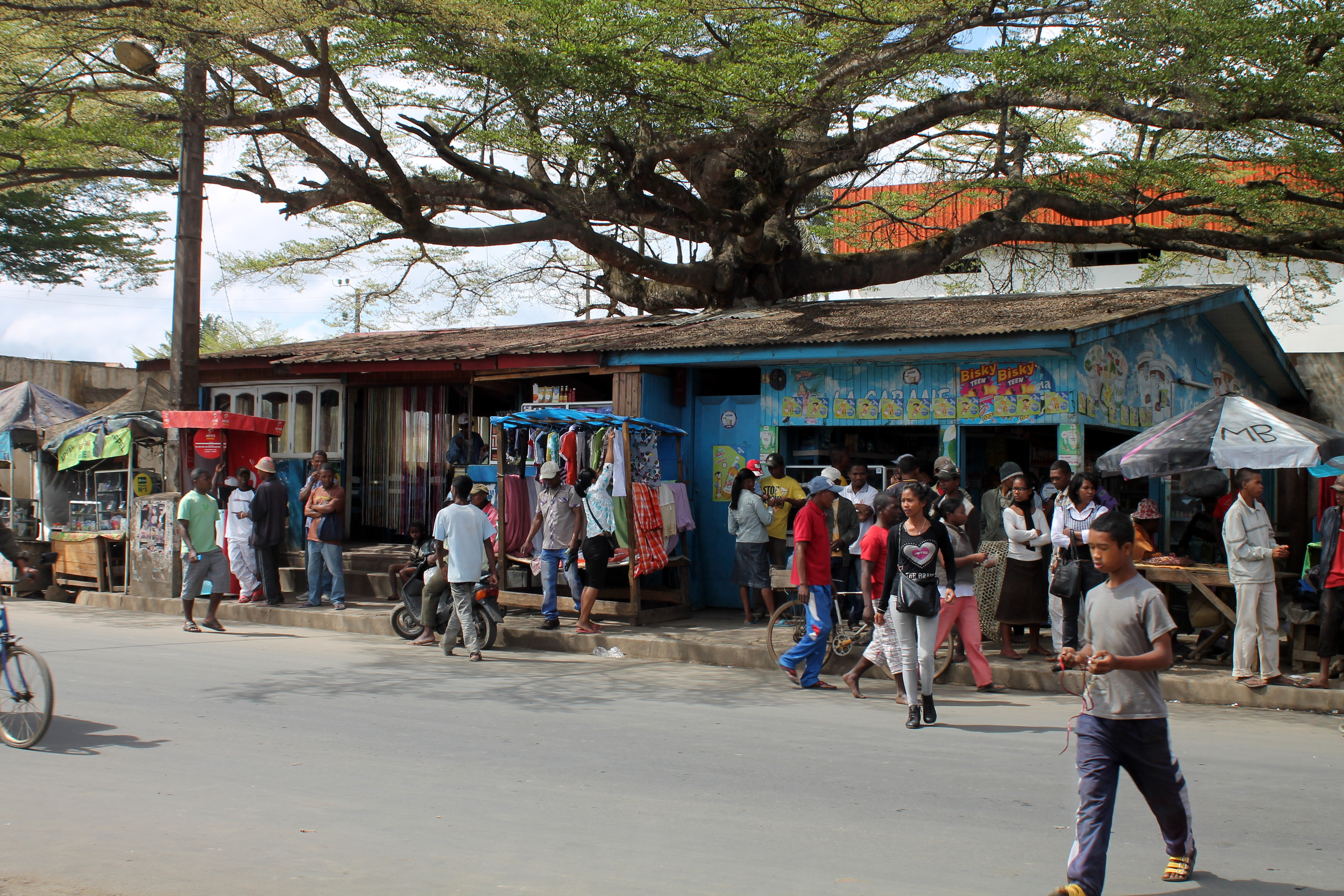
Moramanga in 2015

- Library of Congress Control Number: n2013039138
- Virtual International Authority File: 304171195